# Nets de Brooklyn
Pour les articles homonymes, voir Nets.
Maillots
Actualités
Les Nets de Brooklyn (Brooklyn Nets, « les filets de Brooklyn » en anglais) sont une franchise de basket-ball de la National Basketball Association (NBA). L'équipe est basée dans l'arrondissement de Brooklyn à New York. Les Nets concourent au sein de la NBA en tant que membre de la Division Atlantique de la Conférence Est. L’équipe joue ses matchs à domicile au Barclays Center. Il s’agit de l’une des deux équipes de la NBA situées à New York, l’autre étant les Knicks de New York.
L’équipe a été créée en 1967 comme une franchise de la ligue rivale de la NBA, l’American Basketball Association (ABA). Ils ont joué dans le New Jersey en tant qu’Americans du New Jersey pendant leur première saison, avant de déménager à Long Island, en 1968 et de changer leur nom pour les Nets de New York. Pendant ce temps, les Nets remportent deux titres ABA (en 1974 et 1976). En 1976, l’ABA a fusionné avec la NBA, et les Nets ont été absorbés dans la NBA avec trois autres équipes ABA (les Spurs de San Antonio, Pacers de l'Indiana, et Nuggets de Denver), toujours présentes à ce jour dans la ligue.
En 1977, l’équipe est retournée dans le New Jersey et a joué sous le nom des Nets du New Jersey de 1977 à 2012. Pendant cette période, les Nets remportent deux championnats consécutifs de conférence Est en 2002 et 2003, mais ne remportent pas de titre NBA. À l’été 2012, l’équipe a déménagé au Barclays Center et a pris son nom géographique actuel.

## Historique de la franchise

### En ABA

Logo 1969-1977

La création de la franchise en 1967 résulte du désir de l'ABA de s'impliquer dans le centre médiatique du pays, et d'acquérir ainsi de la légitimité. Incapable de trouver un gymnase, la franchise s'implante tant bien que mal dans le New Jersey, à Teaneck, et devient les New Jersey Americans. En dépit d'une saison correcte (36 victoires pour 42 défaites), l'affluence est ridicule, la franchise réunit rarement 1000 fans dans ses tribunes.
La franchise est à égalité avec les Kentucky Colonels pour la dernière place qualificative des play-offs. Un match est alors planifié pour départager les deux équipes. Malheureusement, la salle de Teaneck est déjà réservée pour un autre événement. Le propriétaire, Arthur Brown, trouve finalement un stade à Long Island. Mais quand les équipes se présentent pour le match, le terrain s'avère être impraticable : le parquet est mal installé, des écrous ne sont pas vissés. Les Colonels refusent de jouer le match. George Mikan, commissionnaire de l'ABA, tranche et déclare le match forfait.
La franchise déménage la saison suivante à Long Island, dans le même gymnase où l'équipe a fait forfait, et devient les Nets de New York, nom choisi en référence aux deux autres équipes professionnelles de la ville : les Mets (baseball) et les Jets (NFL).
Durant la draft, la franchise a la possibilité de recruter le phénomène issu de l'université d'UCLA, Lew Alcindor. Mais les Bucks de Milwaukee, l'équipe de la ligue concurrente, la NBA sont également sur le coup. Alcindor affirme qu'il ira au plus offrant, et il signe finalement aux Bucks, qui ont fait une meilleure offre que les Nets.
Les résultats de la franchise sont décevants, 23 joueurs portent le maillot de l'équipe dans la saison à travers dix transferts. L'équipe ne remporte finalement que 17 victoires et se retrouve dernière de la ligue. À la fin de la saison, Arthur Brown revend l'équipe à Roy Boe. L'équipe déménage à nouveau, dans une nouvelle ville de Long Island plus proche de Manhattan : Hempstead. Le choix s'avère judicieux, le nouvel emplacement triple l'audience de la franchise.
Les Nets signent Bill Melchionni, des Sixers de Philadelphie. Il finit la saison meilleur passeur de la ligue, tandis que Levern Tart mène l'équipe aux points. L'équipe est de nouveau compétitive et remporte 39 matchs, gagnant pour la première fois une place en play-offs.
À l'intersaison les Nets enregistrent l'arrivée de Rick Barry. La superstar rend l'équipe compétitive. Bien que manquant 25 matchs durant la saison à la suite d'une blessure au genou, Barry est le second meilleur marqueur de la ligue. Bill Melchionni est quant à lui le meilleur passeur de l'ABA. Le rookie Billy Paultz fait une saison correcte avec 11 rebonds de moyenne et 52 % de réussite aux tirs. Avec un bilan de 40 victoires pour 44 défaites, l'équipe affronte en playoffs les Squires de Virginie et sont éliminés après 6 manches disputées.

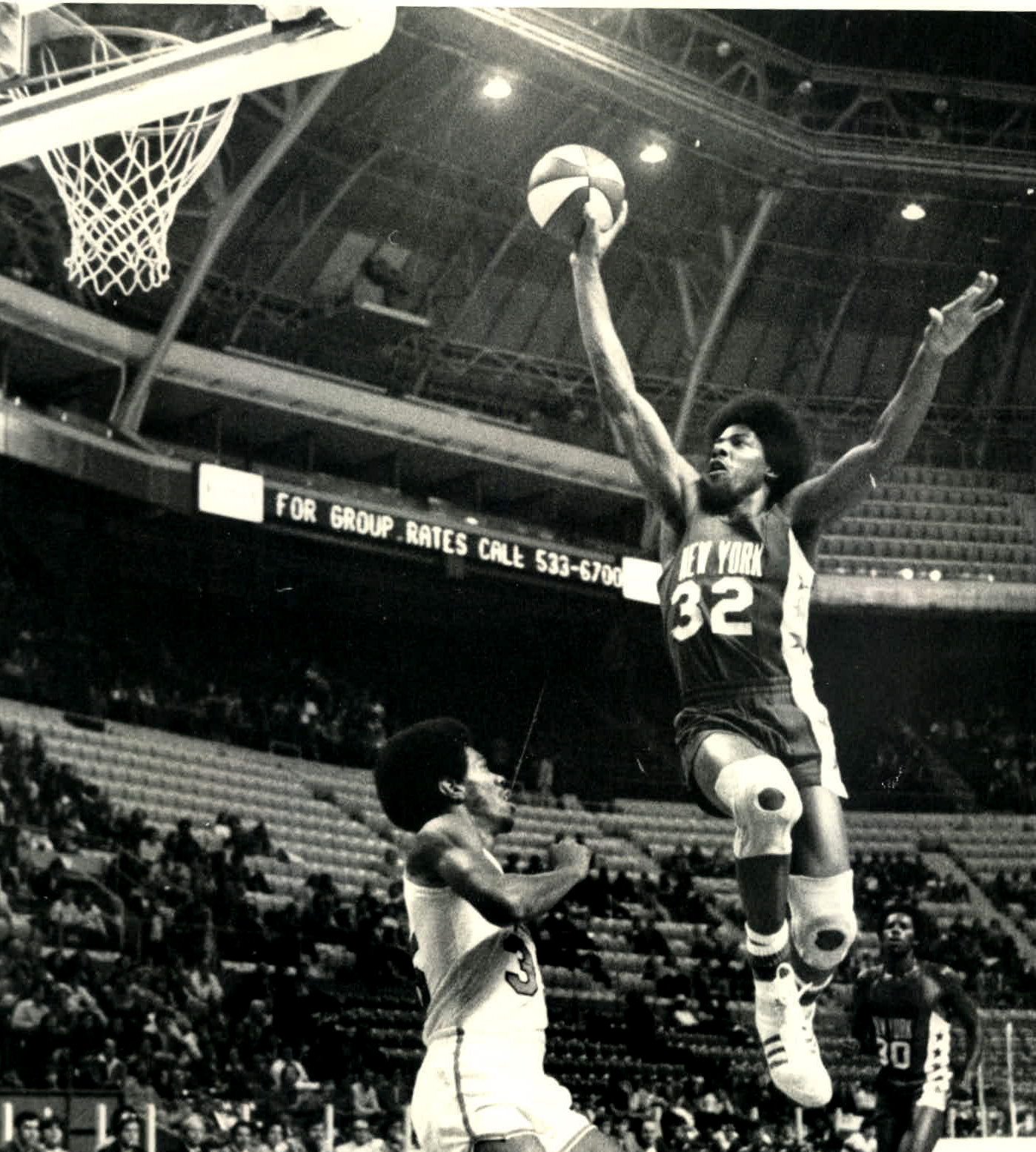
Julius Erving en 1974, sous le maillot des Nets de New York.

L'équipe s'améliore encore en 1971-72, enregistre 44 victoires en saison régulière, et se fraie un chemin jusqu'en finales ABA face aux Pacers de l'Indiana. Les Pacers remportent finalement le titre en six manches.
La saison suivante, Barry reçoit un ordre de justice de retourner en NBA. Sans sa star, l'équipe s'effondre et est battue au premier tour des play-offs. Mais l'intersaison est favorable à la franchise qui récupère la plus grande star de la ligue, Julius Erving. Le cinq majeur est très jeune, le plus âgé, Billy Paultz, ayant 25 ans. Le nouvel entraîneur, Kevin Loughery, mène l'équipe à un bilan de 55 victoires, sous l'égide d'Erving, meilleur marqueur et MVP de la ligue. Les Nets se baladent en play-offs et remportent le titre en 5 manches. Ce succès rend les Nets encore plus populaires que les Knicks de New York de la NBA.
Le seul changement à l'intersaison 1975 est l'arrivée de l'ancienne star des Knicks, Dave DeBusschere, en tant que general manager. La saison est du même niveau que la précédente, mais à la surprise générale les Nets sont battus au premier tour par les Spirits de St. Louis, une équipe qui a un bilan de 32 victoires pour 52 défaites durant la saison régulière. De nombreux joueurs sont alors échangés pour reconstruire la franchise autour d'Erving. DeBusschere quitte les Nets pour devenir commissionnaire de la ligue. Les transferts s'avèrent payants et l'équipe retrouve les finales face aux Nuggets de Denver. Erving, inarrêtable, offre un second titre à New York. Les Nets deviennent la dernière franchise championne en ABA, à la suite de la fusion avec la NBA durant l'été. L'entrée en NBA coûte 8 millions de dollars aux Nets : 3 millions sont versés à la NBA, et 5 millions aux Knicks, comme compensation pour permettre aux Nets d'être concurrents dans la même ville.

### En NBA

#### 1976 à 1980 - Débuts en NBA et retour à New Jersey
Les New York Nets entrent en NBA comme de sérieux prétendants, position renforcée par la signature de Nate Archibald. Mais une dispute au sujet du salaire éclate entre Julius Erving et le propriétaire Roy Boe, ce dernier vendant finalement Erving aux Sixers pour 3 millions de dollars. Tous les espoirs des Nets s'envolent en janvier, quand Archibald se fracture le pied. L'équipe enregistre le plus mauvais bilan et est la pire attaque de la NBA.
Durant l'intersaison, Boe déménage la franchise dans le New Jersey. Sportivement l'équipe change peu et est toujours la plus mauvaise de la ligue. Néanmoins, le rookie Bernard King, avec 24 points de moyenne, est une satisfaction.
En 1978 Boe vend finalement la franchise. Avec le duo offensif Bernard King et John Williamson, en plus de George Johnson en défense (second aux contres dans la ligue) et Edward Jordan (second meilleur intercepteur de la ligue) ; la franchise engrange 13 victoires supplémentaires par rapport à la saison précédente, et se qualifie pour la première fois en play-offs depuis son arrivée en NBA. Bien qu'éliminés au premier tour, les Nets se félicitent d'avoir terminé devant leurs rivaux New Yorkais.
La sélection à la draft 1979 de Calvin Natt pousse les Nets à transférer Bernard King au Utah Jazz. Mais Natt, pourtant auteur d'une bonne demi-saison, est transféré en février contre Maurice Lucas à Portland. L'équipe achève la saison avec 34 victoires, et les différents transferts semblent avoir évité tant bien que mal le naufrage.

#### Les années 1980
Derniers de la ligue l'année suivante, Larry Brown arrive à la tête de la franchise pour la saison 1981-82. Brown a remporté à trois reprises le titre de meilleur entraîneur de l'année en ABA. Il rénove de fond en comble la franchise. Buck Williams est nommé rookie de l'année. Les changements sont spectaculaires : la franchise, avec 44 victoires, enregistre 20 victoires de plus que la saison précédente. Mais certainement par manque d'expérience, ils sont balayés par Washington au premier tour des play-offs.

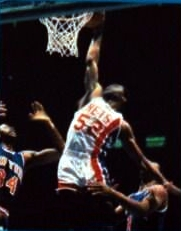
Buck Williams en 1988.

L'année suivante, avec les arrivées de Micheal Ray Richardson et de Darryl Dawkins (qui bat tous les records pour ce qui est des fautes commises et des expulsions), l'équipe établit le record de son histoire avec 49 victoires. Mais à deux semaines de la fin de la saison régulière, Larry Brown démissionne et part entraîner l'université de Kansas. L'équipe s'effondre face aux Knicks au premier tour des play-offs.
La franchise est reconduite avec un effectif similaire et un nouvel entraîneur, Stan Albeck. Darryl Dawkins effectue une belle saison, bien que toujours handicapé par les fautes, tout comme Buck Williams et Otis Birdsong (qui participe au All-Star Game). Micheal Ray Richardson manque la moitié de la saison, en butte à des problèmes de drogue.
Après avoir battu les champions en titre, les Sixers de Philadelphie, au premier tour, la franchise est battue au second tour par les Bucks de Milwaukee.
En 1984-85, les nombreuses blessures gâchent la saison du club qui est éliminé au premier tour des play-offs. L'année suivante est relativement similaire, Micheal Ray Richardson établit une première dans la ligue en étant banni pour usage de drogue, après avoir été contrôlé positif une troisième fois.
Les blessures sont toujours à l'origine des problèmes du club en 1986-87 : Darryl Dawkins doit mettre un terme à sa carrière en pleine saison, Otis Birdsong est forfait pour le reste de la saison après seulement sept matchs. Les Nets finissent à égalité avec les Knicks pour la dernière place de la division. La série noire continue en 1987-88, et atteint même Buck Williams qui manque les premiers matchs de sa carrière en six ans.
La saison suivante, avec trois entraîneurs se succédant pendant la saison (dont Willis Reed), l'équipe termine avant-dernière de la ligue avec 19 victoires. L'année suivante, 1988-89, l'équipe ne remporte que 26 matchs et ne laisse la dernière place de la division qu'aux Hornets de Charlotte, qui ont l'excuse d'être dans leur première année de leur existence !

#### Les années 1990

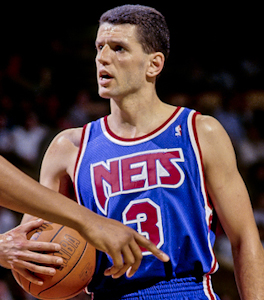
Dražen Petrović

Les Nets transfèrent durant l'intersaison Buck Williams à Portland contre Sam Bowie, un pivot ayant souffert de nombreuses blessures, et le douzième choix de la draft avec lequel ils sélectionnent Mookie Blaylock. Blaylock réalise une saison honnête mais manque 32 matchs sur blessure. La saison est un fiasco, avec seulement 17 victoires, les Nets réalisent un pire bilan que les expansion teams Orlando et Minnesota. Ce résultat offre néanmoins le premier choix de la draft 1990 avec lequel ils choisissent Derrick Coleman. Dražen Petrović et Reggie Theus viennent renforcer l'effectif.
Coleman remporte le titre de NBA Rookie of the Year (meilleur débutant) 1991. Les Nets sont un peu meilleurs avec 26 victoires, et glanent un nouveau haut choix de draft. Ils sélectionnent cette fois un meneur, Kenny Anderson. À cause d'une dispute sur la négociation des salaires, Anderson ne rejoint l'équipe qu'en cours de saison. Après 17 défaites en 25 matchs, l'équipe se ressaisit, et se qualifie pour les play-offs avec un bilan final de 39 victoires. Ils remportent même un match de play-offs face aux Cavaliers, le premier depuis huit ans (1984). L'équipe est jeune et séduisante, avec Petrović qui mène l'équipe aux points. Mais l'entraîneur, Bill Fitch, est critiqué pour titulariser Mookie Blaylock devant Kenny Anderson. Il est remplacé par Chuck Daly, qui transfère rapidement Mookie Blaylock à Atlanta.
Daly rend l'équipe victorieuse, mais la blessure d'Anderson en février réduit le bilan à 43 victoires. Arrivés en play-offs sans leurs intérieurs (également blessés), les Nets sont impuissants face aux Cavs, en dépit de l'excellente performance de Coleman (27 points et 13 rebonds de moyenne). Un mois après la fin des play-offs, Petrović meurt dans un accident de voiture en Allemagne. L'équipe perd d'une façon tragique son meilleur marqueur.
Mais la saison 1993-94, se termine avec 45 victoires, le deuxième meilleur bilan de la franchise en NBA. Les Nets sont éliminés par leurs voisins new yorkais, en route pour les finales NBA. Chuck Daly abandonne à la fin de la saison son rôle d'entraîneur à Butch Beard.
L'équipe s'effondre à cause des blessures et des problèmes disciplinaires. Beard ne peut faire mieux que 30 victoires pour la saison 1994-95. L'année 1995-96 est une année de transition, où Derrick Coleman et Kenny Anderson, deux joueurs aux caractères difficiles, sont transférés. Exaspérés, les Nets n'obtiennent que Kendall Gill comme joueur substantiel en échange de leurs deux stars. Mais le départ du duo permet à des seconds couteaux d'éclater, comme Armon Gilliam, Chris Childs et Jayson Williams, qui s'affirme comme l'un des meilleurs rebondeurs de la ligue, avec 10 rebonds par match. Avec le géant Shawn Bradley (2,28 m), les Nets mènent la ligue aux rebonds.
Mais l'absence de talent est fatale à l'équipe qui ne remporte que 30 matchs. L'entraîneur Butch Beard est remplacé par John Calipari à l'intersaison.
L'apport de Calipari ne se fait pas sentir dans les résultats de la franchise. En dépit de l'apport satisfaisant du rookie Kerry Kittles, et de l'explosion de Jayson Williams et de Kendall Gill, les Nets ne remportent que 26 victoires. La mi-saison est marquée par l'un des plus gros transferts de l'histoire de la NBA au regard du nombre de joueurs inclus, neuf joueurs au total font partie du transfert avec les Mavericks de Dallas. Les Nets récupèrent Sam Cassell dans cet échange.
L'année suivante, sous l'impulsion de Jayson Williams qui est sélectionné au All-Star Game, et du rookie Keith Van Horn, les Nets participent aux play-offs pour la première fois depuis quatre ans, pour être éliminés au premier tour contre les Bulls de Chicago.
La saison 1998-99 démarre sur un bilan catastrophique de trois victoires en 20 matchs. Calipari est remplacé par Don Casey et en mars, le meneur Sam Cassell, est échangé dans un transfert impliquant trois équipes contre Stephon Marbury, l'enfant terrible de New York. Le reste de la saison, un peu meilleur, ne permet pas aux Nets d'accéder aux play-offs dans une saison raccourcie par la grève des joueurs.
En 1999-2000, un nouveau départ catastrophique (deux victoires en 17 matchs, pire démarrage de l'histoire de la franchise), prive les Nets de playoffs avec 31 victoires au terme de la saison. Néanmoins, une surprise attend les Nets à l'intersaison : le club remporte le premier choix de draft à la loterie, alors qu'elle n'avait statistiquement que 4,4 % de l'obtenir. Ce choix est utilisé pour sélectionner Kenyon Martin.
Byron Scott prend les commandes de la franchise la saison suivante, mais les blessures de joueurs-clés empêchent les Nets de jouer à leur juste valeur. Kenyon Martin est néanmoins un apport très satisfaisant, tandis que Stephon Marbury enregistre sa première sélection au All-Star Game. La saison se termine sur 26 victoires.

### Les années 2000

#### Les Finales NBA perdues (2002-2003)

Logo 1998-2012

Durant l'été 2000-2001, Stephon Marbury est échangé aux Suns de Phoenix contre Jason Kidd. Cet échange va radicalement changer le visage de la franchise. Joueur collectif, il met en valeur ses coéquipiers qui brillent. L'équipe gagne 52 matchs, et est la meilleure équipe d'une Conférence Est très affaiblie par rapport à la Conférence Ouest. Les Nets se fraient un chemin jusqu'en finale pour affronter les Lakers de Los Angeles. Le rapport de force est trop flagrant, et les Nets, comme s'ils étaient déjà satisfaits d'avoir atteint ce niveau, sont battus en quatre manches par l'équipe de Kobe Bryant et Shaquille O'Neal.
L'équipe atteint de nouveau les finales l'année suivante, pour affronter les San Antonio Spurs. Ils perdent cette fois-ci en 6 manches.
En 2003-04, les Nets font un pari risqué en signant Alonzo Mourning, dont la santé est chancelante à cause d'un problème de rein. Après 12 matchs, Mourning se voit obligé d'arrêter pour subir une transplantation. Dans le courant de la saison, une dispute entre Jason Kidd et Byron Scott pousse ce dernier à démissionner. Il est remplacé par son assistant, Lawrence Frank, qui remporte les 13 premiers matchs de sa carrière d'entraîneur. La saison s'achève avec 47 victoires pour 35 défaites et le titre de la Division. Après avoir battu les Knicks au premier tour, les Nets sont battus au bout de la septième manche contre les futurs champions en titre, les Pistons de Détroit.

#### L’Ère Kidd-Carter (2004-2007)

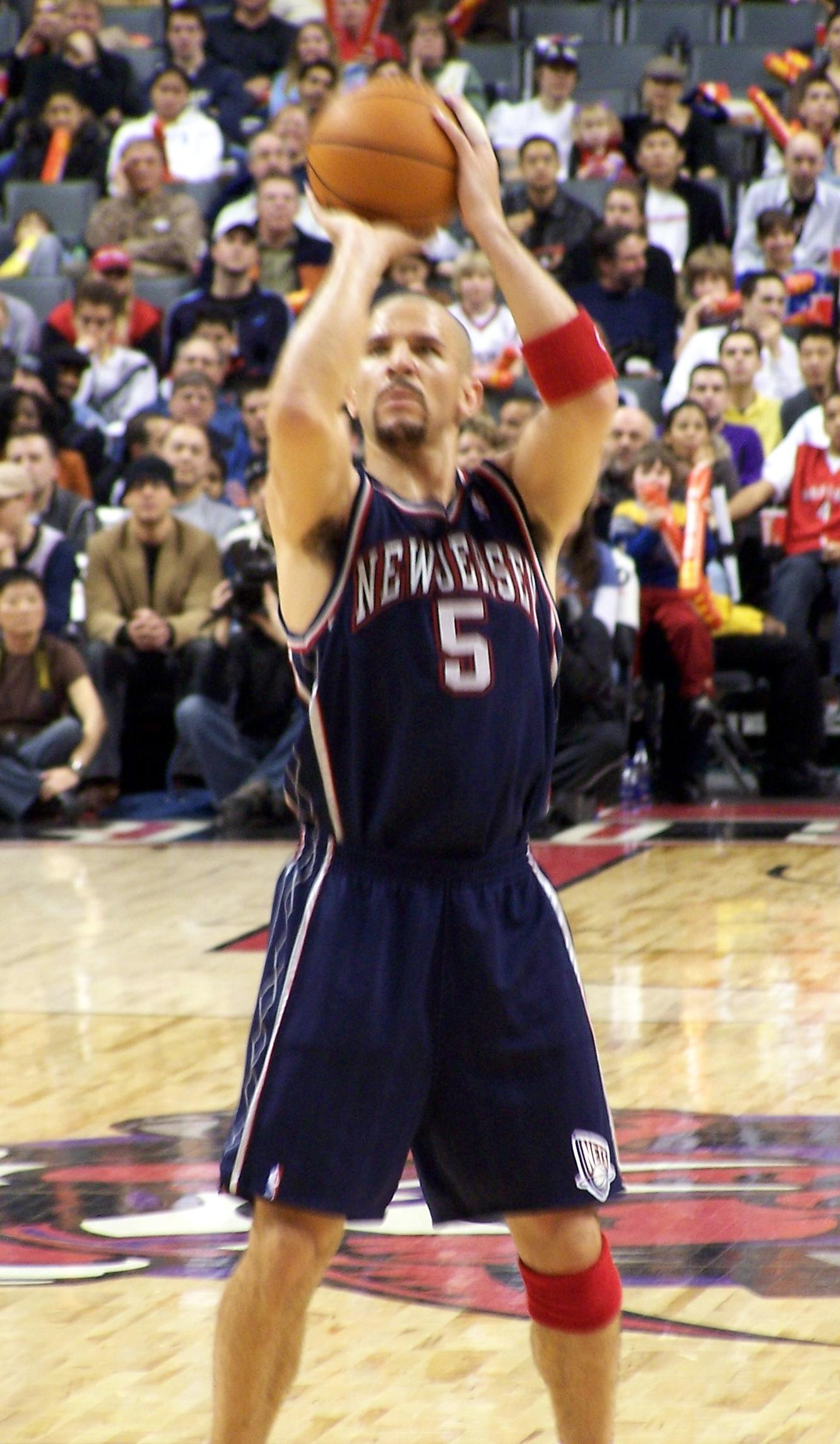
Jason Kidd

En 2004, la franchise est vendue à Bruce Ratner, qui annonce sa volonté de déménager les Nets à Brooklyn. Il montre immédiatement sa volonté de réduire les dépenses en transférant Kenyon Martin et Kerry Kittles contre des seconds tours de draft. Et l'équipe signe en contrepartie des joueurs de seconde zone, provoquant un effondrement sur le plan sportif. Jason Kidd fait part de son mécontentement et laisse entendre qu'il veut partir. Après un départ médiocre dans la saison, la franchise fait un revirement incohérent en transférant Alonzo Mourning, Eric Williams, Aaron Williams et deux seconds tours de draft contre Vince Carter et son contrat de plus de 50 millions de dollars. Mais si l'équipe présente un trio d'arrières (Kidd-Jefferson-Carter) séduisant, elle est complètement dépeuplée dans le secteur intérieur malgré la bonne saison du rookie serbe Nenad Krstić au poste de pivot. La présence de Carter dans les rangs permet néanmoins à l'équipe de se qualifier in extremis pour les play-offs lors de la dernière journée de la saison régulière, avec 42 victoires pour 40 défaites. Les Nets sont éliminés en quatre manches lors du premier tour par le Heat de Miami.

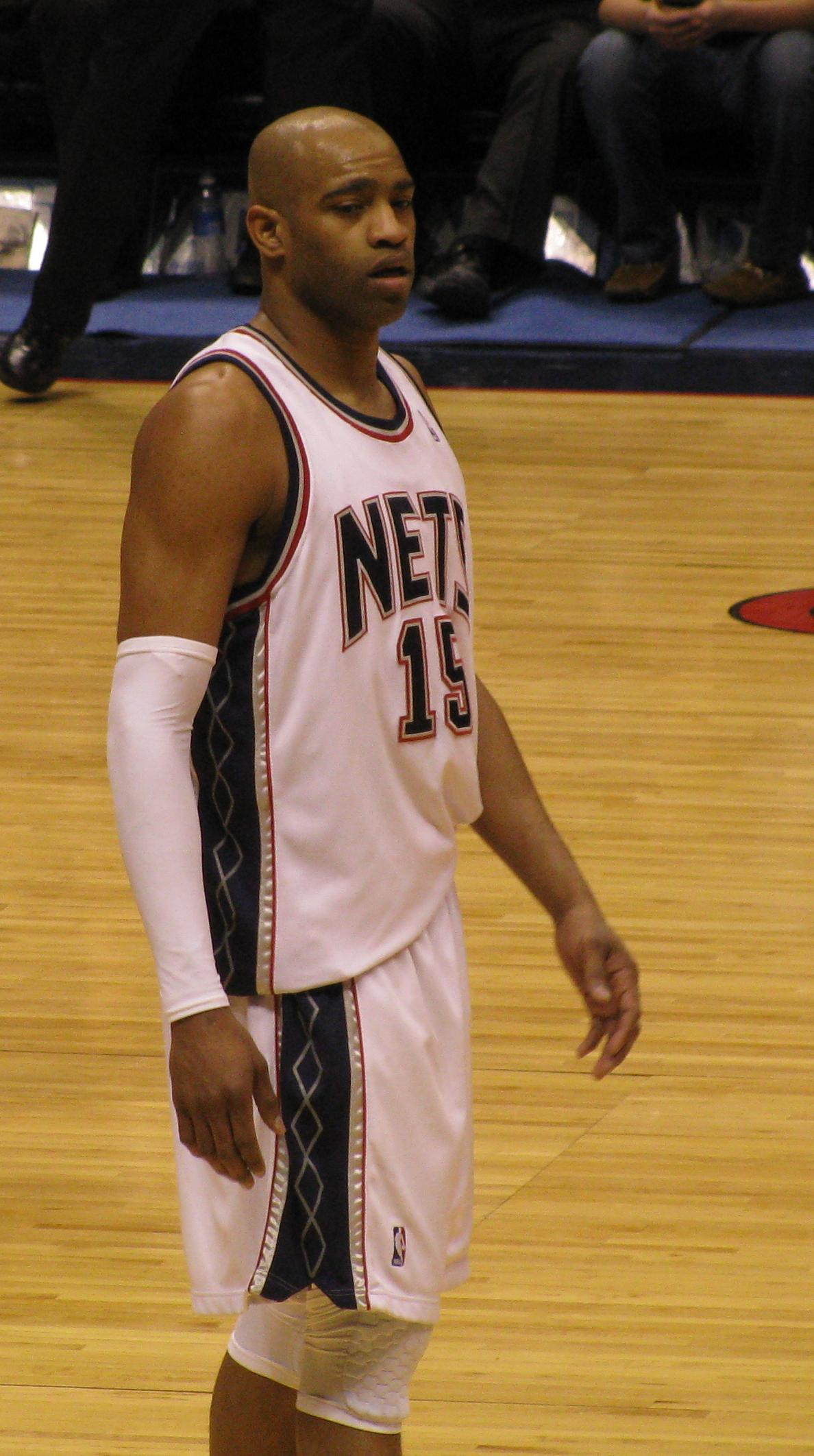
Vince Carter

Durant l'intersaison, les Nets recrutent l'agent libre Jeff McInnis pour densifier le banc en compagnie de Lamond Murray et Scott Padgett. Sur le point de faire signer Shareef Abdur-Rahim, l’ailier All-Star de Portland, les Nets décident finalement de renoncer au transfert pour se rabattre sur Marc Jackson de Philadelphie. Ce dernier est échangé en février 2006 contre Bostjan Nachbar en provenance des Hornets.
Après un mois de novembre moyen, New Jersey remporte 10 matches pour 4 défaites en décembre dans le sillage d’un Carter au sommet de son art. Auteur d’un mois de janvier décevant, la franchise a remis la marche avant à l’approche des play-offs avec une série de 14 victoires consécutives compilées entre mars et avril (nouveau record de la franchise et record de l'année en NBA). Le bilan final de 49 victoires pour 33 défaites offre aux Nets le titre de la division Atlantique et le droit d'affronter les Pacers de l'Indiana au premier tour des play-offs. La série est difficile contre la franchise de l'Indiana mais l'équipe de Vince Carter l'emporte finalement 4 victoires à 2. Le tour suivant s'annonce beaucoup plus difficile et, en effet, le Heat de Miami élimine sèchement les Nets 4-1.
Beaucoup d'observateurs pensaient que la franchise gagnerait facilement le titre de champion dans la division Atlantic, voir dans la Conférence Est, lors de la saison 2006-2007 mais celle-ci est mal entamée puis se termine sur une bonne note. Les Nets ont terminé la saison sur un bilan moyen de 41 victoires pour 41 défaites et laissé le titre de champion de division aux surprenants Raptors de Toronto. Les pertes sur blessure, en début de saison de Nenad Krstić et l'absence de Richard Jefferson pendant deux mois ont contribué à ce bilan mitigé. Cependant le retour au début du mois de mars de Richard Jefferson permet aux Nets de gagner 10 de leurs 13 derniers matchs et de se qualifier pour les playoffs in extremis en terminant à la sixième place de la Conférence Est. En play-offs les Nets rencontrent les Raptors de Toronto au premier tour et prennent leur revanche sur la saison en remportant la série 4 victoires à 2. En demi-finale de conférence les coéquipiers de Vince Carter sont opposés aux futurs finalistes NBA, les Cavaliers de Cleveland de LeBron James qui remportent la série en 6 matchs.
À l'intersaison, les Nets recrutent le rookie Sean Williams avec leur 17e choix de draft, l'équipe perd Mikki Moore qui a réalisé la meilleure saison de sa carrière en tant que remplaçant de Krstic avec le meilleur taux de réussite au tir de la saison NBA avec 60,9 %. Pour compenser ce départ et se renforcer à l'intérieur Jamaal Magloire, All-Star en 2003-2004 est recruté.

#### Le départ des stars (2008-2009)
Les Nets terminent la saison 2007-2008 sur le bilan négatif de 34-48. Les blessures de Vince Carter et de Nenad Krstić dès le début de la saison viennent perturber les premiers résultats. Malgré quelques coups d'éclat, les Nets vivent une saison cauchemardesque. L'équipe enchaine 9 défaites à la suite en janvier, Jason Kidd demande à être transféré peu de temps plus tard et pour la première fois en sept ans l'équipe ne se qualifie pas pour les playoffs. Cependant on peut noter quelques notes positives, l'émergence de jeunes joueurs comme Josh Boone et Sean Williams qui deviennent des contributeurs majeurs de l'équipe, Marcus Williams confirme également sa bonne saison de rookie. Richard Jefferson termine 9e meilleur marqueur de la ligue avec une moyenne de 22,7 points par match. Vince Carter s'affirme comme le leader des Nets et est un des trois seuls joueurs, avec Kobe Bryant et LeBron James, à marquer 20 points, 5 rebonds et 5 passes par match.
Le président Rod Thorn promet d'apporter des modifications à l'intersaison, et confirme Lawrence Frank au poste d'entraineur tout en affirmant qu'"une saison comme cela ne se reproduise jamais".
Le 26 juin 2008, Richard Jefferson est échangé aux Bucks de Milwaukee contre Yi Jianlian et Bobby Simmons. Le départ de Jefferson ainsi que celui de Jason Kidd plus tôt dans l'année marque le début d'une nouvelle ère dans le Garden State.
Lors de la Draft 2008 de la NBA, les Nets sélectionnent Brook Lopez à la dixième place, Ryan Anderson en 21e position et au deuxième tour Chris Douglas-Roberts (40e position). Lors de la saison 2008-2009, les Nets font une saison moyenne avec un bilan de 34 victoires pour 48 défaites, insuffisant pour se qualifier pour les playoffs.
Malgré le recrutement de Terrence Williams lors de la Draft 2009 de la NBA, les Nets font une saison catastrophique avec un bilan de 12 victoires pour 70 défaites et terminent bon dernier de la NBA.

#### La fin des Nets du New Jersey (2010-2012)
Au cours de la saison 2010-11 les Nets quittent l'Izod Center pour s’installer au Prudential Center, l'équipe abandonnant ainsi East Rutherford pour Newark. Sur le plan sportif, la franchise échange Devin Harris et Derrick Favors contre le meneur All-Stars Deron Williams. Ce dernier bat le record de nombre de passes décisives en 3 matchs avec un nouveau club avec 15,7 passes par matches de moyenne (47 passes décisives). Lors de la saison suivante, pour la dernière saison dans le New Jersey, les résultats sont toujours aussi décevants. Seule la période du marché des transferts a agité la franchise ; en effet les Nets étaient l'un des prétendants sérieux pour l'arrivée du pivot star Dwight Howard. Cependant, Howard décida de rester au moins une saison de plus à Orlando. Le 23 avril 2012, est le dernier match des Nets dans le New Jersey, ce match se terminant par une défaite face aux Sixers. La franchise rate les playoffs pour la cinquième année consécutive. Après 35 saisons dans le New Jersey, les Nets s’installent à Brooklyn le 30 avril 2012.

### Les Nets de Brooklyn

#### Retour à New York: déménagement à Brooklyn et ambitions de playoffs (2012-2015)

Logo 2012-2024

Les Nets déménagent pour Brooklyn (New York) le 30 avril 2012. La franchise joue dans la toute nouvelle salle du Barclays Center. Le propriétaire de la franchise, Mikhail Prokhorov, a affirmé que l'équipe changerait son nom une fois installée à Brooklyn. Le rappeur Jay-Z, qui est également actionnaire minoritaire, annonce que la franchise s’appelle les Nets de Brooklyn.
Le quartier de Brooklyn retrouve une équipe de sport professionnel après le départ de l'équipe de baseball des Dodgers de Brooklyn en 1957. Avec le retour de la franchise à New York, la « grosse pomme » et Los Angeles sont les deux seules villes à avoir deux équipes NBA. Pour marquer leur retour, les Nets changent d'identité visuelle, avec un nouveau logo et de nouvelles couleurs.
Le 11 juillet 2012, la franchise transfère Jordan Farmar, Johan Petro, Anthony Morrow, Jordan Williams, DeShawn Stevenson et un tour de draft vers les Hawks d'Atlanta pour acquérir Joe Johnson, 6 fois All Star. À la même date, Deron Williams va signer un énorme contrat sur 5 ans, à hauteur de 98,7 millions de dollars. En plus de cela, les Nets vont re-signer Brook Lopez et Gerald Wallace avec des contrats de 4 ans.
Le début de la saison 2012-2013 des Nets est matérialisée par un bilan de 11 victoires pour 4 défaites. Le 27 décembre 2012, l'entraîneur des Nets, Avery Johnson est limogé par le propriétaire de la franchise, le milliardaire russe Mikhail Prokhorov, malgré un bilan équilibré de 14 victoires pour 14 défaites, mais surtout 10 défaites lors des treize derniers matchs. L'intérim était assuré par P.J. Carlesimo. Le redressement de l'équipe par la suite permet à Brook Lopez d'être sélectionné pour la première fois au All Star Game. La franchise va renouer par la suite aux playoffs, ce qui n'était pas arrivé depuis la saison 2006-2007. Le premier tour de playoffs les confronte aux Bulls de Chicago. La série est très disputée avec le match 4 qui se termine aux prolongations. Finalement, les Nets s'inclinent (4-3 dans la série), le dernier match se jouant à domicile. Par la suite, Carlesimo n'est pas renouvelé en tant qu'entraîneur. Il est remplacé par Jason Kidd le 12 juin 2013, qui venait à peine de prendre sa retraite en tant que joueur.
Le 12 juillet 2013, les Nets et les Celtics officialisent un échange XXL qui envoie Kevin Garnett, Jason Terry et Paul Pierce en direction de Brooklyn contre Gerald Wallace, Kris Humphries, MarShon Brooks, Kris Joseph, Keith Bogans et trois premiers tours de draft (2014, 2016 et 2018). L'objectif de cet échange est de constituer un 5-majeur avec Deron Williams, Joe Johnson, Paul Pierce, Kevin Garnett et Brook Lopez, formant une nouvelle "superteam". Les signatures d'Alan Anderson, Shaun Livingston, Andreï Kirilenko et Mason Plumlee sont enregistrées avant de commencer la saison. Tout cela va porter leur salary cap à 102 millions de dollars (total le plus élevé de la ligue sur cette saison). Le total des taxes pour le dépassement du plafond salarial est de 86 millions de dollars.
Le début de saison 2013-2014 est très compliqué avec un bilan de seulement 10-21 fin décembre. La blessure de Brook Lopez, mettant fin à sa saison, force Jason Kidd à changer sa tactique et les Nets parviennent à se qualifier pour les playoffs à la suite d'une série de 14 matchs remportés. Le premier tour de Playoffs les oppose aux Raptors, qui va se conclure lors d'un match 7 sur un contre décisif de Paul Pierce. Même s'ils n'ont enregistré aucune défaite face au Heat de Miami durant la saison régulière, les Nets se font rapidement éliminer par les double-champions en titre (4-1) en demi-finale de conférence. Jason Kidd est envoyé aux Bucks après une première expérience peu concluante. Il est remplacé en juillet 2014 par Lionel Hollins, ancien entraîneur des Grizzlies de Memphis.
La saison 2014-2015 se conclut par une saison mitigée, durant laquelle les Nets valident tardivement leur billet pour les playoffs, en s'octroyant la 8e et dernière place qualificative de la conférence Est, juste devant les Pacers de l'Indiana. Cependant, lors des playoffs, ils sont éliminés par les Hawks d'Atlanta (4-2).

#### Descente aux enfers et reconstruction (2015-2018)
La saison 2015-2016 démarre de la pire des manières pour la franchise puisque les Nets obtiennent leur première victoire au bout de 8 matchs joués. À l'aube de l'année 2016, ils enregistrent un bilan de 9-23, avant de limoger Deron Williams et Joe Johnson le 10 janvier 2016. Notons également un changement de management au sein de la franchise avec le départ de l'entraîneur Lionel Hollins et du manager général Billy King. Tony Brown assure l'intérim au poste d'entraîneur et Sean Marks devient le manger général, en provenance de San Antonio. Marks tient à cœur de vouloir reconstruire la franchise mais admet que cela prendra plusieurs années. En avril 2016, Kenny Atkinson est nommé comme nouvel entraîneur des Nets. Durant la période d'agents libres de 2016, l'équipe recrute de nombreux joueurs pour commencer la reconstruction avec des joueurs tels que : Randy Foye, Anthony Bennett, Trevor Booker, Luis Scola et Jeremy Lin. Néanmoins la saison 2016-2017 est catastrophique pour les Nets avec un bilan de 8-33 à la mi-saison, pire bilan de la ligue. Des blessures, notamment celle de Jeremy Lin n'aide pas la franchise à combler leur retard. Le pari sur un retour d'Anthony Bennett s'avère raté et il est coupé le 9 janvier 2017 pour être remplacé par Quincy Acy. Finalement, la saison se termine avec un bilan de 20-62, avec le pire bilan de la ligue. De plus, en raison de l'échange incluant Paul Pierce et Kevin Garnett quelques années auparavant, le choix de draft au premier tour est donné aux Celtics de Boston, qui se traduit par la sélection de Jayson Tatum.
Le 20 juin 2017, la star de l'équipe Brook Lopez avec Kyle Kuzma, le 27e choix de la Draft 2017 de la NBA, sont envoyés aux Lakers de Los Angeles contre D'Angelo Russell et Timofeï Mozgov. Plus tard, Justin Hamilton est échangé contre DeMarre Carroll des Raptors de Toronto. K. J. McDaniels est échangé contre Allen Crabbe des Trail Blazers de Portland. Avec le meneur prometteur D'Angelo Russell, le rookie Jarrett Allen, Caris LeVert qui sort d'un bonne première saison en NBA et le jeune ailier Rondae Hollis-Jefferson, les Nets s'assurent un grand renouveau.
La saison 2017-2018 reste tout de même une saison mitigée pour les Nets, avec une progression au classement à l'issue de la saison régulière puisqu'ils se classent 12e. Néanmoins, le bilan reste très moyen avec 28 victoires pour 54 défaites. Une de fois de plus, le choix de draft n'est pas conservé par les Nets puisqu'il est une nouvelle fois envoyé aux Celtics de Boston dans le transfert évoqué précédemment. Durant l'été, un transfert entre Timofeï Mozgov et Dwight Howard se réalise. Ce dernier est coupé de suite par les Nets.

#### Année de transition (2018-2019)
Le début de la saison 2018-2019 est moyen de la part des Nets qui à la sortie du mois de novembre, enregistrent un bilan de 8-15. Néanmoins, l'équipe propose un jeu séduisant avec des jeunes joueurs en pleine progression, notamment Caris LeVert dans un premier temps, qui se blesse malheureusement l'éloignant des terrains pour environ 3 mois. Le mois de décembre et de janvier vont ramener les Nets à un bilan de 28-25, avec l'explosion statistique de D'Angelo Russell et du collectif global de l'équipe. Cela leur permet de se positionner en tant qu'équipe qualifiable pour les playoffs, à l'aube du All-Star Game à Charlotte, dans lequel D'Angelo Russell est sélectionné parmi les remplaçants (c'est sa première sélection pour l'événement). Joe Harris, ailier de l'équipe, va d'ailleurs remporter le concours de 3 points ce week-end-là. L'équipe est en mesure d'accéder aux playoffs à la fin de la saison avec un bilan de 42 victoires et 40 défaites. Malheureusement, elle va s'incliner au premier tour face aux 76ers de Philadelphie en cinq matchs, alors qu'elle avait remporté le premier match de la série à l'extérieur.
L'intersaison 2019 s'annonce excitante du côté de Brooklyn puisque la franchise dispose d'une masse salariale basse, ce qui pourrait leur permettre de signer de gros agents libres, afin de renforcer leur effectif. Néanmoins, au vu de la progression de D'Angelo Russell, des choix s'imposent. C'est pourquoi, ce dernier va être re-signé pour un contrat maximum mais échangé immédiatement avec Kevin Durant (dans un sign-and-trade), en provenance des Warriors de Golden State, pour une durée de 4 ans. Cependant, Kevin Durant ne joue pas de la saison en raison d'une blessure au tendon d'Achille survenue lors des Finales NBA. En parallèle, les Nets arrivent à signer Kyrie Irving pour un contrat maximum également sur 4 ans, en provenance des Celtics de Boston. En complément de ces deux joueurs, DeAndre Jordan débarque également dans la ville de Brooklyn pour apporter son expérience dans la raquette des Nets.

#### Arrivées de Kevin Durant et Kyrie Irving (2019-2023)
La saison 2019-2020 débute par une performance individuelle exceptionnelle de Kyrie Irving avec 50 points inscrits mais dans une défaite. Les dix premiers matchs de l'équipe ne répondent pas aux attentes des observateurs et des fans, avec un bilan négatif et un jeu de moins bonne qualité que la saison passée. Kyrie Irving va ensuite se blesser à l'épaule droite, ce qui l'éloigne des terrains. Cette blessure va redistribuer les temps de jeu dans l'effectif et notamment pour Spencer Dinwiddie, qui va enchaîner de très bonnes performances, il est même élu joueur de la semaine en novembre. Les Nets renouent avec la victoire et se replacent dans la course aux playoffs pour la suite de la saison, tout en ayant leurs deux nouvelles stars absentes. À la surprise générale, le 7 mars 2020, Kenny Atkinson et la franchise se séparent, laissant l'intérim à Jacque Vaughn. Lors de la reprise de la saison, les principaux cadres de l'équipe ne sont pas présents et l'équipe affronte les Raptors de Toronto, champions en titre au premier tour des playoffs, mais est éliminée en quatre matchs.
Lors de l'intersaison, Steve Nash est annoncé comme nouvel entraîneur en chef de la franchise. Son arrivée est accompagnée d'Amar'e Stoudemire et Mike D'Antoni en tant qu'entraîneurs assistants. À noter que D'Antoni était l'entraîneur de Nash et Stoudemire chez les Suns de Phoenix, fin des années 2000.
En janvier 2021, un échange impliquant quatre équipes permet à James Harden de rejoindre les Nets.
En mars, à la suite d'un buyout, Blake Griffin signe au minimum chez les Nets. LaMarcus Aldridge signe au minimum salarial après son buyout mais il prend sa retraite peu de temps après à cause d'un problème cardiaque dû à la maladie de Parkinson-White.
L'équipe de Brooklyn termine la saison régulière à la 2e place à l'Est avec un bilan de 48-24 (en 2020-2021 seulement 72 matchs ont été joués). Au premier tour Brooklyn affronte les Celtics de Boston. La série dure 5 matches le temps pour Brooklyn de gifler Boston en concédant un match sur un festival de Jayson Tatum (50 points pour le Celtic). Au deuxième tour, les Nets affrontent les Bucks de Milwaukee. Les Bucks battent les Nets en sept matches mais Kevin Durant est très bon pour pallier les blessures de Kyrie Irving et James Harden. Kevin Durant réalise une grande performance dans le match 5 avant de réaliser le record de points inscrits dans un match 7 en mettant le tir permettant d'arracher une prolongation.
Le début de saison 2021-2022 marque le retour de LaMarcus Aldridge. À la suite de l'annonce de sa retraite cinq mois plus tôt à cause d'un Trouble du rythme cardiaque plusieurs médecins ont accepté qu'il retourne sur les parquets à la condition qu'il soit suivi médicalement. La Pandémie de Covid-19 apporte son lot de complications à la franchise qui se voit dans l'impossibilité de faire jouer son meneur Kyrie Irving car il ne souhaite pas se faire vacciner. Il fait son retour le 6 janvier 2022, dans un match à l'extérieur face aux Pacers, cependant il n'est pas autorisé à jouer à domicile jusqu'au 27 mars 2022 en raison de la politique vaccinale de l'État de New York.
Le 11 février 2022, après de nombreuses rumeurs liées à la frustration de James Harden au sein de l'équipe, la NBA annonce un transfert entre les Nets et les 76ers de Philadelphie, James Harden et Paul Millsap sont échangés contre Ben Simmons, Seth Curry, Andre Drummond et 2 premiers tours de draft. Ben Simmons ne joue pas de la saison en raison de sa remise en forme et de douleurs au dos. Les Nets terminent la Saison 2021-2022 avec un bilan de 44 victoires pour 38 défaites ils finissent à la 7e place de la Conférence Est de la NBA. En playoffs, ils font face au premier tour aux Celtics de Boston qui s'imposent 4 - 0.
À l'été 2022, peu après la décision de Kyrie Irving, l'autre star des Nets, de rester à Brooklyn, Kevin Durant demande à quitter les Nets. Il explique ensuite au propriétaire Joe Tsai qu'il ne restera pas aux Nets si l'entraîneur Steve Nash et le general manager Sean Marks ne sont pas licenciés. Durant estime qu'il n'a plus confiance en ces deux personnes. Mais Tsai apporte son soutien public à Nash et Marks,,,,. Deux semaines plus tard, Tsai, Marks et Nash affirment, qu'après discussion avec Durant et son agent, un accord a été trouvé pour que Durant joue avec les Nets pour la saison à venir. Après un début de saison 2022-2023 difficile (2 victoires en 7 rencontres), Nash est démis de ses fonctions début novembre et remplacé à titre intérimaire par Jacque Vaughn. Ime Udoka est considéré comme le principal candidat pour remplacer Nash. Mais il est critiqué en interne car les Nets sont déjà touchés par une nouvelle polémique créée par Irving et, Udoka, qui a été suspendu des Celtics pour avoir eu une liaison avec une membre de son équipe, nuirait à l'image de marque des Nets. Vaughn est peu après nommé entraîneur titulaire et prolongé jusqu'en 2024,.
Au même moment, Kyrie Irving déclenche une nouvelle polémique en promouvant sur les réseaux sociaux le film Hebrews to Negroes: Wake Up Black America de Ronald Dalton Jr qui est décrit comme antisémite. Le président des Nets, Joe Tsai, condamne publiquement Irving pour cette promotion et Irving répond qu'il n'est pas antisémite,. Devant le refus de Kyrie Irving de faire des excuses formelles et de condamner l'antisémitisme, les Nets décident, début novembre, de suspendre Irving pour, au minimum, 5 rencontres. Irving présente ensuite des excuses publiques sur Instagram dont la formulation ne convainc pas entièrement,. Irving présente de nouvelles excuses publiques. Il manque au total 8 rencontres et rejoue à partir du 20 novembre,.

#### Changement d'époque (depuis 2023)
En février 2023, Kyrie Irving exprime de nouveau publiquement son mécontentement et son souhait de changer d'équipe,. Il est envoyé chez les Mavericks de Dallas avec Markieff Morris en échange de Spencer Dinwiddie, Dorian Finney-Smith et plusieurs choix de draft. Le lendemain, Durant est lui aussi échangé, envoyé aux Suns de Phoenix en compagnie de T. J. Warren contre Mikal Bridges, Cameron Johnson, Jae Crowder et plusieurs choix de draft.
En février 2024, Jacque Vaughn est licencié après que les Nets eurent perdu 18 de leurs dernières 24 rencontres. Il est remplacé par Kevin Ollie à titre intérimaire,,. En avril 2024, Jordi Fernández est nommé entraîneur des Nets.

## Meilleurs marqueurs de l'histoire de la franchise
| Place                                                                                        | Nom du joueur                             | Pays       | Points |
| -------------------------------------------------------------------------------------------- | ----------------------------------------- | ---------- | ------ |
| 1er                                                                                          | Brook Lopez 2008 - 2017                   | États-Unis | 10 444 |
| 2e                                                                                           | Buck Williams 1981 - 1989                 | États-Unis | 10 440 |
| 3e                                                                                           | Vince Carter 2004 - 2009                  | États-Unis | 8 834  |
| 4e                                                                                           | Richard Jefferson 2001 - 2008             | États-Unis | 8 507  |
| 5e                                                                                           | Jason Kidd 2001 - 2008                    | États-Unis | 7 373  |
| 6e                                                                                           | John Williamson 1973 - 1977 / 1978 - 1980 | États-Unis | 7 202  |
| 7e                                                                                           | Julius Erving 1973 - 1976                 | États-Unis | 7 104  |
| 8e                                                                                           | Kerry Kittles 1996 - 2004                 | États-Unis | 7 096  |
| 9e                                                                                           | Derrick Coleman 1990 - 1995               | États-Unis | 6 930  |
| 10e                                                                                          | Chris Morris 1988 - 1995                  | États-Unis | 6 762  |
| Dernière mise à jour : 15 février 2019 En gras : Joueurs évoluant toujours dans la franchise |                                           |            |        |

## Records de la franchise
Les records individuels pour la franchise sont.
| Statistique                                                                                  | Nom du joueur   | Nombre                 |
| -------------------------------------------------------------------------------------------- | --------------- | ---------------------- |
| Meilleur marqueur                                                                            | Brook Lopez     | 10 444 points          |
| Meilleur passeur                                                                             | Jason Kidd      | 4 620 passes décisives |
| Meilleur rebondeur                                                                           | Buck Williams   | 7 576 rebonds          |
| Meilleur contreur                                                                            | Brook Lopez     | 972 contres            |
| Meilleur intercepteur                                                                        | Jason Kidd      | 950 interceptions      |
| Tirs marqués                                                                                 | Brook Lopez     | 4 044 tirs marqués     |
| Meilleur pourcentage au tir                                                                  | Nicolas Claxton | 66,9 %                 |
| 3 points marqués                                                                             | Joe Harris      | 984                    |
| Meilleur pourcentage à 3 points                                                              | Joe Harris      | 44,0 %                 |
| Lancers-francs marqués                                                                       | Buck Williams   | 2 476 tirs             |
| Meilleur pourcentage au lancer-franc                                                         | Kevin Durant    | 91,0 %                 |
| Matchs joués                                                                                 | Buck Williams   | 635 matchs             |
| Dernière mise à jour : 3 novembre 2024 En gras : Joueurs évoluant toujours dans la franchise |                 |                        |

## Palmarès

### En ABA
- Champion ABA (2) : 1974 et 1976.
- Finaliste ABA (3) : 1972, 1974 et 1976.
- Champion de Division ABA (1) : 1974.

### En NBA
- Champion de la Conférence Est (2) : 2002 et 2003.
- Champion de la Division Atlantique (4) : 2002, 2003, 2004 et 2006.

### Maillots
Depuis que Nike fournit l'ensemble des tenues aux équipes de NBA, en 2017, les maillots « domicile » et « extérieur » ont été remplacés par une collection plus fournie, pouvant servir aussi bien en déplacement qu'à domicile, portant les noms « association », « icon », « statement » et « city », et pour certaines équipes en plus une version « classic » reprenant le design d'anciens maillots. Les équipes qualifiées pour les playoffs 2020 se sont vues dotées d'une tenue supplémentaire, dénommée « earned ».

## Joueurs emblématiques

### Joueurs du Basketball Hall of Fame
Cinq joueurs ayant porté le maillot des Nets ont été introduits au Basketball Hall of Fame. Ces cinq joueurs sont, par ordre d'introduction :
- Rick Barry, introduit en 1987, joue avec les Nets en ABA[42],
- Nate Archibald, introduit en 1991, joue une saison avec les Nets, 1976-1977, la dernière à Long Island[43],
- Julius Erving, introduit en 1993, joue avec les Nets en ABA[44],
- Dražen Petrović, introduit à titre posthume en 2002, joue 3 saisons avec les Nets avant de périr dans un accident après les Playoffs 1993[45].
- Jason Kidd, introduit en 2018, joue 7 saisons complètes avec les Nets où il atteint les finales NBA à deux reprises.

### Maillots retirés
Six personnalités de la franchise ont eu leur maillot retiré :

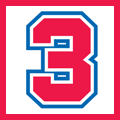
Dražen Petrović, G, 1990-1993
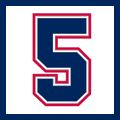
Jason Kidd, G, 2001-2008
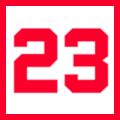
John Williamson, G, 1973-1977
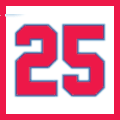
Bill Melchionni, G, 1969-1976
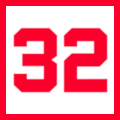
Julius Erving, F, 1973-1976
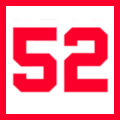
Buck Williams, F, 1980-1989

- 72 - The Notorious B.I.G, rappeur emblématique de Brooklyn, né le 21 mai 1972, a également eu son numéro retiré par la franchise.

## Rivalités

### Celtics de Boston
Les Celtics de Boston étaient des rivaux des Nets au début des années 2000 en raison de leurs emplacements respectifs et de leur équipe en plein essor. Les Nets étaient dirigés par Jason Kidd et Kenyon Martin, tandis que les Celtics connaissaient un nouveau succès derrière Paul Pierce et Antoine Walker. La rivalité a commencé à s'échauffer lors de la finale de la Conférence de l'Est de 2002, qui a été précédée par des propos trash des Celtics qui ont affirmé que Martin était un "faux" dur. Les choses ont progressé au début de la série et les tensions sur le terrain ont semblé se répandre dans les gradins. Les fans celtiques ont réprimandé Kidd et sa famille avec des chants de "Batteur d'épouse!" [19] en réponse à l'accusation de violence domestique de Kidd en 2001. Quand la série est revenue au New Jersey, les fans de Nets ont répondu, avec quelques signes de branding qui disaient "Quelqu'un va-t-il s'il vous plaît poignarder Paul Pierce?" faisant référence à un incident de boîte de nuit en 2000 dans lequel Pierce a été poignardé 11 fois. Interrogé sur les nombreux fans avec qui ils ont discuté, Kenyon Martin a déclaré : "Nos fans les détestent, leurs fans nous détestent." Bill Walton a déclaré à l'époque que les Nets-Celtics étaient le "début de la prochaine grande rivalité NBA" lors de la finale de la Conférence de l'Est en 2002. Dirigé par Kidd, les Nets se sont qualifiés pour les finales de la NBA, et l'année suivante, ont balayé Boston dans les Play-Off de 2003.
Le 28 novembre 2012, il y avait des indications que la rivalité pourrait être ravivée lorsqu'une altercation s'est produite sur le terrain, entraînant l'expulsion de Rajon Rondo, Gerald Wallace et Kris Humphries. Rondo a été suspendu pour deux matchs dans la foulée, tandis que Wallace et Kevin Garnett ont été condamnés à une amende. L'histoire s'est répétée le 25 décembre, lorsque Wallace a attrapé le short de Garnett et que les deux ont dû être séparés par les arbitres et les joueurs.
Cependant, la rivalité a semblé s'être considérablement atténuée par l'échange en juin 2013 des stars des Celtics Garnett et Paul Pierce aux Nets en échange de Wallace, Humphries et d'autres. Ce mouvement a été présenté comme une fusion des deux équipes de la Division Atlantique. L'annonceur des Celtics, Sean Grande, a déclaré : "C'est presque comme si vous aviez trouvé une belle maison pour ces gars. Vous n'auriez pas pu trouver un meilleur endroit. Ces gars-là seront sur le marché de New York, ils feront partie d'une équipe compétitive. Je vais rester à la télévision nationale. C'est drôle, parce que l'ennemi de mon ennemi est mon ami. Donc, avec les fans des Celtics qui ressentent ce qu'ils pensent du Heat, ce qu'ils pensent des Knicks, les Nets vont devenir presque la deuxième équipe [de Boston] maintenant. "
Lors de la saison 2019 de NBA, les Nets ont signé le meneur de jeu Kyrie Irving. Après deux saisons avec les Celtics, Irving a été décrit comme égoïste par de nombreuses médias et fans de NBA. Cette impression a poussé de nombreux fans des Celtics à le blâmer pour l'incapacité des Celtics à se qualifier pour les playoffs.
Pendant un match de saison régulière de la saison 2019-2020 entre les Celtics et les Nets, les fans des Celtics ont montré leur mécontentement avec Irving en scandant "Kyrie suck" dans le TD Garden. Lors du match retour à Brooklyn deux jours plus tard, les fans des Nets ont scandé "Kyrie's better" en réponse aux chants de Boston. Les chants "Kyrie's Better" font référence à la façon dont les Celtics ont signé Kemba Walker après le départ d'Irving pour les Nets.

### Knicks de New York
La rivalité Knicks-Nets est géographique, les Knicks jouant au Madison Square Garden dans l'arrondissement new-yorkais de Manhattan, tandis que les Nets jouaient dans la banlieue de Long Island puis dans le New Jersey. Depuis 2012, c'est encore plus le cas puisque les deux équipes jouent dans la même ville, les Nets ayant établi domicile au Barclays Center de Brooklyn. Certains médias ont dès lors surnommé cette rivalité "Clash of the Boroughs".
La rivalité géographique Knicks-Nets est ainsi similaire à celles présentes dans les autres sports majeurs américains entre :
- les Yankees de New York et les Mets de New York en Major League Baseball (MLB), dite Subway Series ;
- les Islanders de New York et les Rangers de New York en National Hockey League (NHL) ;
- les Giants de New York et les Jets de New York en National Football League (NFL), et historiquement, les Giants et les Dodgers de Brooklyn.

### Raptors de Toronto
Une rivalité avec les Raptors de Toronto a commencé en 2004, après que le joueur des Raptors Vince Carter eut été échangé aux Nets du New Jersey. Cependant, les deux équipes se sont rencontrées en playoffs qu'en 2007, lorsque les Nets ont vaincu les Raptors dans la série du premier tour, 4 à 2, après un tir direct de Richard Jefferson dans le match 6 a conduit à une victoire 98-97. Sept ans plus tard, les équipes se rencontrent à nouveau au premier tour et la série est allée à sept matchs, avec un contre gagnant de Paul Pierce, donnant aux Nets la victoire 104-103. La série a été notée pour la controverse lorsque le directeur général des Toronto Raptors, Masai Ujiri, a fait des remarques désobligeantes envers Brooklyn lors d'un rassemblement de fans à l'extérieur de Maple Leaf Square à Toronto avant le match 1. Ujiri s'est excusé plus tard à la mi-temps. Les Raptors et les Nets se sont affrontés lors des Play-Off de la NBA 2020 au premier tour, Toronto remportant la série quatre matchs contre aucun.